# Église de Kiukainen
L'église de Kiukainen (en finnois : Kiukaisten kirkko) est une église située à Eura en Finlande. 

## Architecture
L'église est conçue par l'architecte Job Höckert.
Le retable est peint par Felix Frang.
Ses vitraux sont dus à Lauri Ahlgrén.